# Ed Benedict
Ed Benedict (Cleveland, Ohio, 1912. augusztus 23. – Auburn, Kalifornia, 2006. augusztus 28.) amerikai animátor.

## Közreműködései
Benedict számos Hanna-Barbera animációs rajzfilm alkotásában segített a William Hanna – Joseph Barbera párosnak. Ezek a rajzfilmek világhíresek lettek.
- Frédi és Béni, avagy a két kőkorszaki szaki
- Foxi Maxi
- Maci Laci
- Süsü keselyűk
- Ruff és Reddy Show

## Fordítás
- Ez a szócikk részben vagy egészben  az   Ed Benedict című angol Wikipédia-szócikk fordításán alapul.  Az eredeti cikk szerkesztőit annak laptörténete sorolja fel. Ez a jelzés csupán a megfogalmazás eredetét és a szerzői jogokat jelzi, nem szolgál a cikkben szereplő információk forrásmegjelöléseként.